# 표도르 예멜리야넨코
표도르 블라디미로비치 예멜리야넨코(러시아어: Фёдор Влади́мирович Емелья́ненко, 1976년 9월 28일~)는 러시아의 종합격투기선수다.

## 출생과 가족관계
표도르 예멜리야넨코는 1976년 9월 28일에 소비에트 연방 우크라이나 소비에트 사회주의 공화국(지금의 우크라이나) 루한스크주 루비즈네에서 태어났다. 아버지 블라디미르 알렉산드로비치는 가스전기 용접공이고, 어머니 올가 표도로브나는 현재 전문대학교 교사이다. 3남 1녀 중에서 둘째로 태어난 표도르는 2살까지 부모 및 누나인 마리나와 같이 우크라이나 SSR에서 살았으며, 1978년에 러시아 SFSR 벨고로드주 스타리 오스콜로 이사했다. 표도르 밑으로 두 명의 남자 형제인 알렉산드르(1981년)와 이반(1988년)이 있고, 1999년에 옥사나와 결혼하여 딸 마샤를 낳았다.

## 데뷔무대와 경기들
표도르는 룰 없는 싸움을 어쩔 수 없이 하게 됐다고 해도 과언이 아니다. 그는 러시아 유도, 삼보 프로 팀원이었으나 러시아 경기에서 불공평한 심판과 보상이 부족함으로 인하여 다른 일을 구할 수밖에 없었다. 룰 없는 싸움은 표도르에게 세계적인 명예를 받고 남 부럽지 않게 살 수 있게 해주는 계기가 되었다.
1991년에 표도르는 고등학교를 졸업하고 전문학교에 입학했다. 거기서 기계기사 또는 전기기사 솜씨를 습득하며 우수한 성적을 받았다. 동시에 그는 집에서 조금이라도 돈을 보태기 위해서 체육학교에서 경비원 아르바이트를 했다. 1995년에 입대했을 때 표도르는 무게가 70kg에 불과했으나, 2년 동안 장거리 달리기, 바벨 운동을 함으로써 체중을 93kg까지 올렸다. 1998년에 그는 삼보 선수권을 취득하고 러시아 경기 우승자가 되었다.
2000년에 표도르는 링스 스포츠 클럽에 왔고, PRIDE에서 데뷔를 하기 전 거기서 11 경기에 나섰다. 링스 KOK 2000 블록(Rings KOK 2000 Block) B경기에서 표도르는 코사카 츠요시와 싸우며 유일한 패배를 하게 된다. 하지만 경기 녹음을 다시 보면 표도르 눈썹에 간 금은 코사카가 경기 시작되자마자 금지되어 있는 팔꿈치 타격을 가했기 때문임을 알 수 있다. 이 경우 원칙적으로는 경기결과가 무효 경기로 나와야 되는데 표도르 입장에서는 억울한 패배를 당했다고 할 수 있다.
2002년부터 표도르는 프라이드에 출전한다. 첫 대결에서 표도르의 상대는 그 후에 K-1 경기 우승자가 된 세미 슐트였다. 심판 판정으로 이긴 표도르는 이 대결이 가장 어려운 경기 중에서 하나라고 회고하였다. 표도르의 다음 상대는 2001년에 프라이드 첫 경기에 출전하여 안토니우 호드리구 노게이라에게 진 히스 헤링이 되었다. 표도르는 헤링의 별명인 텍사스의 미친 말(Texas Crazy Horse)을 능숙한 기수처럼 다루어 챔피언 경기 기회를 잡는다.
2003년에 표도르는 노게이라에게 승리하여 프라이드 두 번째 우승자가 되었고, 현재까지도 이 타이틀을 보유하고 있다. 그 해에 표도르는 동생 알렉산드르와 함께 러시안 탑 팀에서 레드 데블 스포츠 클럽(Red Devil Sport Club)으로 옮겼다. 2004년에 표도르는 16명의 파이터가 챔피언 벨트를 확보하기 위하여 싸우는 토탈 엘리미네이션, 크리티컬 카운트다운 앤드 파이널 컨플릭트(Total Elimination, Critical Countdown & Final Conflict) 그랑프리 경기에 참가하였다. 먼저 표도르는 UFC 중후급 우승자이면서 2000년 그랑프리 대회 챔피언인 마크 콜먼에게 승리하고, 그 친구인 케빈 랜들맨도 승리하게 된다. 4강에서 표도르는 일본의 유명한 유도 선수 오가와 나오야를 54초 만에 꺾고, 결승전에서 브라질 선수 노게이라와 다시 만난다. 그러나 안타깝게도 경기 제1라운드에서 그들이 서로 머리를 맞부딪친 바람에 표도르는 눈썹에 금이 갔다. 전투는 무효 경기로 선언되고 2004년 새해 전날에 개최된 쇼크웨이브까지 연기되었다. 그 경기에서 표도르는 다시 노게이라를 심판 판정으로 이겼다.
2005년 프라이드 부시도 토너먼트에서 표도르는 다시 코사카 츠요시와의 맞대결에서 승리하고, 당년 8월에 최고 라이벌인 미르코 크로캅과 싸우게 된다. 표도르는 2003년에 게리 굿리지와의 경기에서 당한 팔 부상에도 불구하고 크로캅에게 승리하게 된다. 새해 전날 프라이드 경기에서 표도르는 줄루징요와의 전투를 마치고 나서야 드디어 팔 수술을 받을 수 있게 되었다. 이러한 큰 경기에 출전하면서 표도르는 전투삼보 토너먼트에도 계속 참가하였다. 2005년 10월에 그는 전투삼보 세계경기 3회의 우승자가 되었다. 10월 13일에 표도르는 벨고로드 주에 대한 공적을 인정받아 도요타 "캠리" 자동차를 받게 된다. 공식 시상식은 고향인 스타리 오스콜에서 행해졌으며, 표도르는 축사를 받으며 앞으로도 열심히 하겠다고 맹세했다.
2006년에 표도르는 팔 수술 때문에 두 경기 밖에 나서지 못했지만, 10월에 마크 콜먼을 이기고 12월에 마크 헌트와 싸워서 타이틀을 유지했다. 2007년 표도르는 보도그 파이트 토너먼트에 참가하며 맷 린들랜드에게 승리를 거둔다. 12월 31일에 표도르는 일본의 연말 대회인 야렌노카! 오오미소카! 2007(やれんのか! 大晦日! 2007)에서 한국의 최홍만 선수를 상대로 1라운드 암바로 승리한다.
2008년 미국의 의류회사 어플릭션이 개최한 어플릭션 - 밴드(Affliction - Banned)에서 전 UFC 챔피언 팀 실비아를 상대로 1라운드 초크로 승리를 거둔다. 이어진 2009년 1월 어플릭션 - 심판의 날(Day of Reckoning)에서 역시 전 UFC의 챔피언 안드레이 알롭스키를 상대로 KO 승리를 거두게 된다. 2009년 여름 어플릭션 3회 대회에서 조쉬 바넷과 경기를 가질 예정이었지만, 조쉬 바넷의 참전이 무산되며 대회 자체가 취소된다. 이후 미국의 종합 격투기 단체인 스트라이크포스와 계약하였다.
2015년 9월 신생 프라이드 FC인 라이징 파이팅 패더레이션과 계약을 체결한다.

## 은퇴
2012. 09. 22(한국시간), 러시아 상트페테르부르크에서 열린 "2012 M-1 글로벌 대회"에서 페드로 히조(37, 브라질)를 1라운드 1분 24초만에 KO승을 거두면서 은퇴경기를 마쳤다.

## 3년만의 복귀선언
2015년 9월 신생 프라이드 FC인 라이징 파이팅 패더레이션과 계약을 체결하면서 3년만의 복귀를 선언한다.

## 훈련
표도르는 보통 레드 데블 스포츠 클럽의 다른 선수들, 특히 로만 젠초프, 세르게이 골랴예프, 동생인 알렉산드르 및 이반과 같이 스타리 오스콜 근처에 위치한 스포츠 센터에서 경기 준비를 하곤 한다. 훈련은 장거리 달리기, 타격기술 연습, 격투기 및 특별준비를 포함한다. 아침 7시 반에 일어나서 식사 후 2시간 휴식, 9시 반부터 9 km 거리 달리기 또는 "섀도우 파이팅"등의 복싱 연습, 그 후 점심 식사 및 휴식, 저녁에 4 km 거리 달리기, 복싱 및 격투기 연습, 누워있는 상태에서 타격 기술 연습을 하고, 마지막으로 철봉, 수평봉, 스포츠기계를 이용하여 체력을 키운다.